# Костина, Ольга Игоревна
Ольга Игоревна Костина (род. 1965) — российский тренер по настольному теннису. Заслуженный тренер Российской Федерации (2005).
Окончила Государственный центральный ордена Ленина институт физической культуры (1990), работала в Рыбинске, с 1999 г. тренер-преподаватель настольного тенниса в Зеленограде. С 2003 г. работает с Паралимпийской сборной России. Воспитанниками Костиной являются чемпионка Паралимпийских игр 2012 года и многократная медалистка чемпионатов Европы и мира Раиса Чебаника, пятикратная чемпионка России, призёр чемпионатов Европы и участница Паралимпийских игр 2004 года Ольга Комлева и другие заметные спортсмены-инвалиды.